# Paraseiulus jirofticus
Paraseiulus jirofticus är en spindeldjursart som beskrevs av Maryam I. Daneshvar 1987. Paraseiulus jirofticus ingår i släktet Paraseiulus och familjen Phytoseiidae. Inga underarter finns listade i Catalogue of Life.